# Tarek Yehia (piłkarz)
Tarek Yehia (ar. طارق يحيى; ur. 10 września 1961 w Kafr asz-Szajch) – egipski piłkarz grający na pozycji napastnika. W swojej karierze grał w reprezentacji Egiptu.

## Kariera klubowa
Swoją karierę piłkarską Yehia rozpoczął w klubie Zamalek SC, w którym w 1981 roku zadebiutował w pierwszej lidze egipskiej i grał w nim do 1992 roku. Wraz z Zamalekiem wywalczył trzy mistrzostwa Egiptu w sezonach 1983/1984, 1987/1988 i 1991/1992 oraz zdobył Puchar Egiptu w sezonie 1987/1988. W latach 1984 i 1986 zdobył też dwa Puchary Mistrzów. W latach 1992-1994 grał w libańskim klubie Nejmeh SC, w którym zakończył karierę.

## Kariera reprezentacyjna
W reprezentacji Egiptu Yehia zadebiutował w 1984 roku. W 1986 roku był w kadrze Egiptu na Puchar Narodów Afryki 1986. Na nim wystąpił pięciokrotnie: w grupowych meczach z Senegalem, z Wybrzeżem Kości Słoniowej (2:0) i z Mozambikiem (2:0), półfinałowym z Marokiem (1:0) i w finale z Kamerunem (0:0, k. 5:4). Z Egiptem wywalczył mistrzostwo Afryki.
W 1988 roku Yehia był w kadrze Egiptu na Puchar Narodów Afryki 1988. Na tym turnieju zagrał w dwóch meczach grupowych: z Kenią (3:0) i z Nigerią (0:0).
Z kolei w 1990 roku Yehię powołano do kadry na Puchar Narodów Afryki 1990. Wystąpił na nim w trzech meczach grupowych: z Wybrzeżem Kości Słoniowej (1:3), z Nigerią (0:1) i z Algierią (0:2). W kadrze narodowej grał do 1990 roku.